# Station Lipinka Gdańska
Station Lipinka Gdańska is een voormalig spoorwegstation in de Poolse plaats Lipinka in Pommeren.